# Loreen Ruth Bannis-Roberts

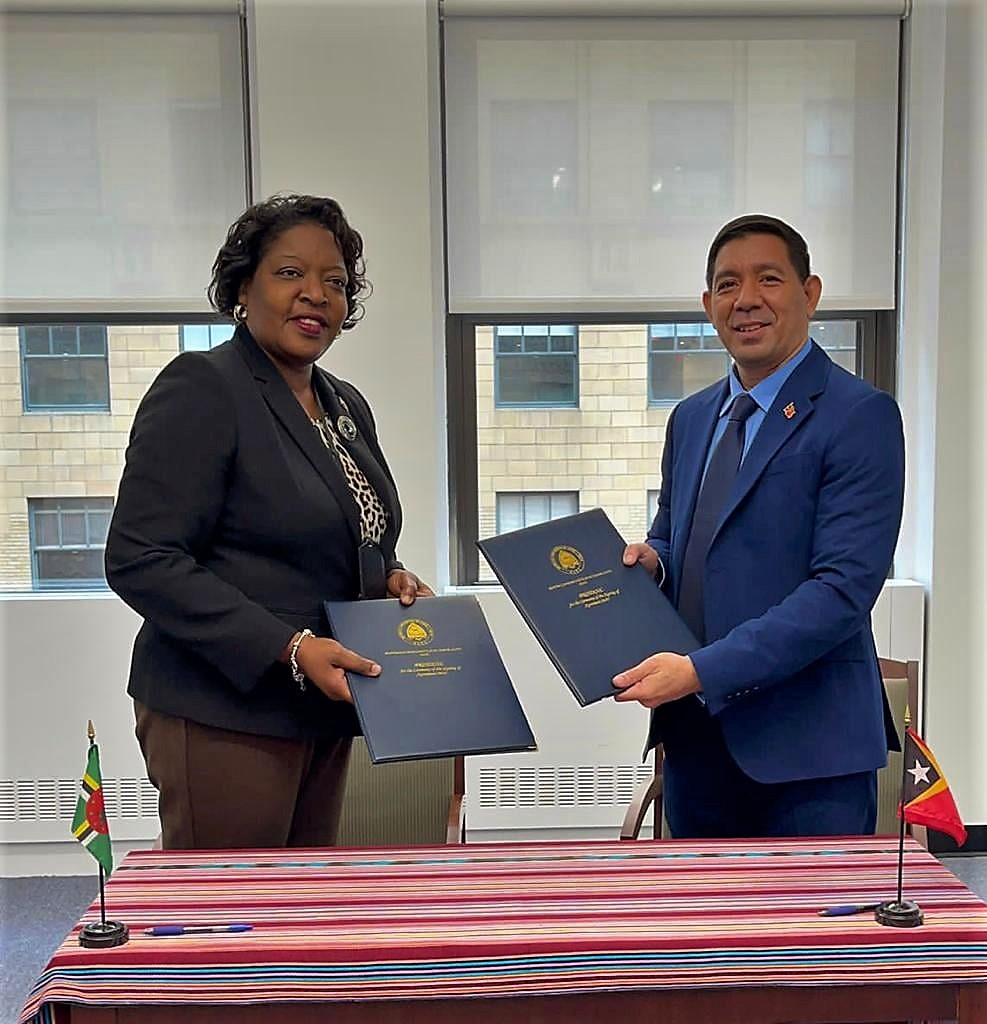
O Sr. Karlito Nunes em nome de Timor-Leste, assinou um Comunicado Conjunto com a Loreen Ruth B.R. destinado a reforçar as relações bilaterais entre os dois países insulares.

Loreen Ruth Bannis-Roberts (nascida em 19 de setembro de 1966) é uma política, mulher de negócios e diplomata da Dominica. Desde agosto de 2016, ela é a Representante Permanente da Dominica nas Nações Unidas, a primeira mulher a ocupar o cargo. Representando o Partido Trabalhista da Dominica, ela foi anteriormente membro do Parlamento pelo círculo eleitoral de Castle Bruce e ocupou vários cargos ministeriais na Dominica, incluindo o de ministra.

## Biografia
Nascida em 19 de setembro de 1966 na vila de Castle Bruce, Loreen Ruth Bannis é filha de Ruthina e McDonald Bannis. Depois de concluir com sucesso a sua educação escolar na Dominica's Convent High School, ela estudou na Schulich School of Business da York University em Toronto, Canadá.
Antes de embarcar na sua carreira política, Bannis-Roberts trabalhou como professora primária e no National Commercial Bank of Dominica. Em 2000, como membro do Partido Trabalhista de Dominica, ela foi eleita Representante Parlamentar da Constituinte de Castle Bruce, cargo que ocupou até 2009. Durante este período, ela actuou como Secretária Parlamentar no Ministério da Educação (2000-2005), Ministra de Estado no Ministério do Turismo, Indústria e Relações do Sector Privado (2005-2007) e Ministra do Desenvolvimento Comunitário, Cultura e Assuntos de Género e Informações (2007–2009). Em duas ocasiões, ela também actuou como Primeira-Ministra em exercício.
Em agosto de 2016, foi nomeada Representante Permanente Representante Permanente da Dominica nas Nações Unidas, tornando-se na primeira mulher a ocupar o cargo. Ela sucedeu Vince Henderson, que servia como Representante Permanente da Dominica desde março de 2010.
Loreen Bannis-Roberts é casada e tem três filhos.

## Prémios
Em 2011, Bannis-Roberts recebeu o Prémio Esmeralda Mulher de Grande Estima por contribuir para o desenvolvimento e o avanço dea sua comunidade sem discriminação.